# Транспортування відкладів

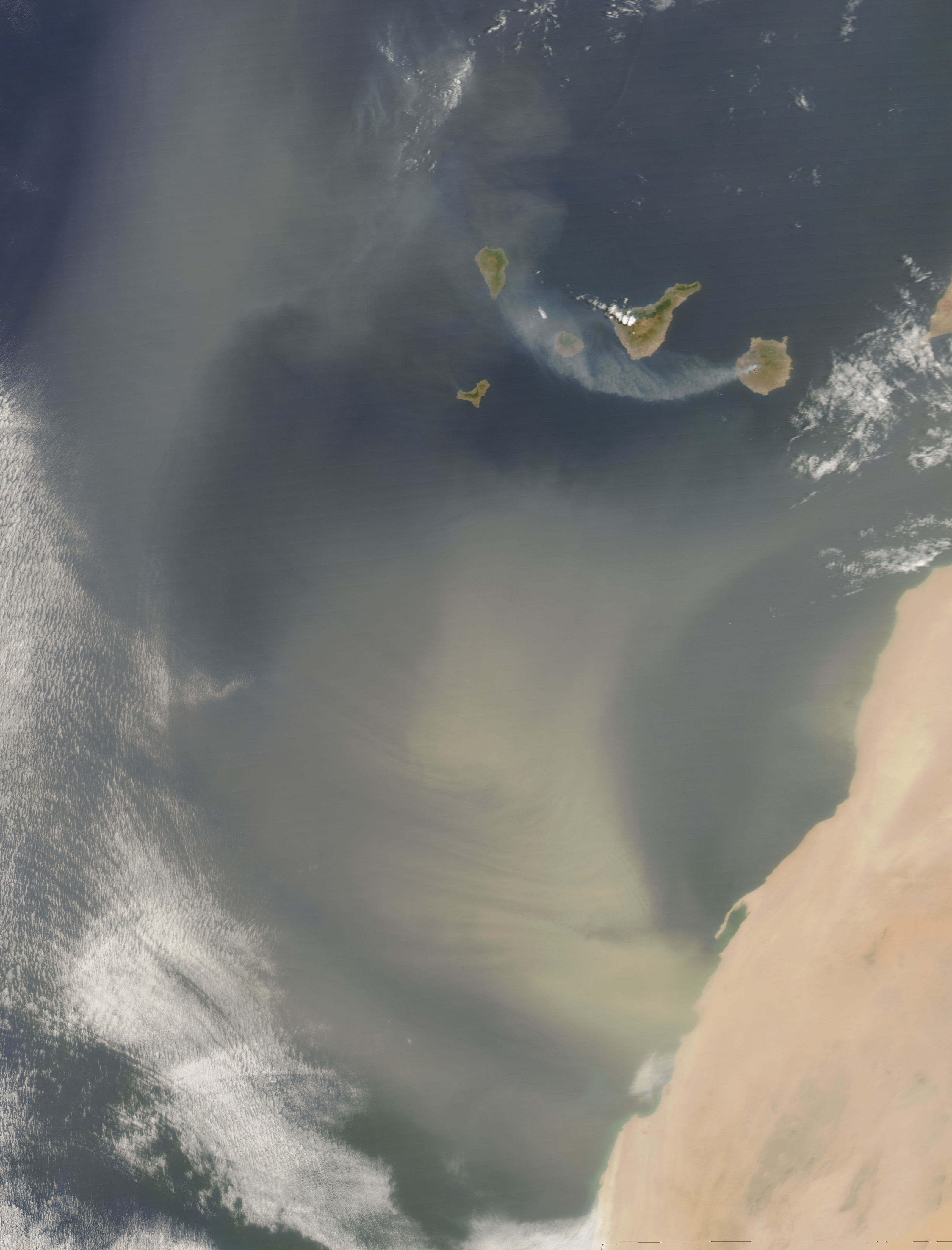
Транспортування відкладів (пилу) з пустелі Сахара над Атлантичним океаном у напрямку до Канарських островів.

Транспортування відкладень — це рух твердих частинок (осаду), як правило, через комбінацію гравітації, що діє на осад, та / або рух рідини, в якій захоплюється осад. Транспортування відкладів відбувається в природних системах, де частинки — крихтові породи (пісок, гравій, валуни тощо), грязь або глина; міжзерновий флюїд — повітря, вода або лід; сила тяжіння діє, щоб перемістити частинки по похилій поверхні, на якій вони лежать. Транспортування відкладень через рух рідини відбувається в річках, океанах, озерах, морях та інших водоймах через течії та припливи. Транспортування також викликане льодовиками, коли вони течуть, і на земних поверхнях під впливом вітру. Транспортування відкладень, обумовлене лише гравітацією, може відбуватися на похилих поверхнях взагалі, включаючи пагорби, спуски, скелі та континентальний шельф — континентальний схил.
Транспортування відкладень має важливе значення в сферах осадової геології, геоморфології, цивільного будівництва та інженерії навколишнього середовища. Знання про транспортування осадів найчастіше використовується для визначення того, чи станеться ерозія чи осадження, величина цієї ерозії або осадження, а також час і відстань, на якій вона відбудеться.